# Réserves de chasse et de faune sauvage du Massereau et du Migron
Les réserves du Massereau et du Migron sont deux réserves naturelles situées dans l'estuaire de la Loire, entre les deux grandes métropoles de Nantes et Saint-Nazaire. Elles accueillent des populations d'oiseaux d'eau migratrices, hivernantes ou reproductrices. Plus largement, elles recèlent une faune et une flore variée qui trouvent là des milieux naturels bien conservés et une quiétude totale. L’Office national de la chasse et de la faune sauvage y mène, avec le soutien du Conservatoire de l'espace littoral et des rivages lacustres (Conservatoire du littoral) et du Conseil Général de Loire-Atlantique toutes les actions de gestion, suivi, étude et accueil du public sur ce site.

## Localisation
Les réserves du Massereau et du Migron sont situées dans l’estuaire de la Loire, dans le département de la Loire-Atlantique. La Réserve du Massereau, qui occupe une surface de près de 400 hectares est située sur les communes de Frossay et de Le Pellerin. Elle recouvre des terrains appartenant au Conservatoire du littoral, à la Fondation pour la protection des habitats de la faune sauvage, à l'Union des marais du Sud-Loire, ainsi qu'à quelques propriétaires privés. La réserve du Migron, occupe près de 300 hectares sur la commune de Frossay uniquement. Il s'agit essentiellement de terrains appartenant ou affectés au Conservatoire du littoral. 

## Historique
Il y a 4 000 ans, l'estuaire de la Loire était une immense lagune directement connectée au nord avec les marais de la Grande Brière, et au sud, avec le lac de Grand-Lieu. 
L'accumulation naturelle de sédiments est à l'origine de la formation de bancs de sable et d'îles au cœur de l'estuaire, entre lesquels la Loire serpentait en de multiples bras. 
Ces îles et bancs de sable (île du Massereau, de la Maréchale, du Carnet, Belle-île...) ont été peu à peu utilisés par l'homme pour l'exploitation du roseau, la fauche du foin et le pâturage des bovins. 
La navigation, rendue difficile dans le fleuve au XIXe siècle du fait de la multiplicité des chenaux, peu profonds et mobiles, a justifié dans un premier temps le creusement du Canal de la Martinière, entre les sites du Carnet (Frossay) et de la Martinière (Le Pellerin), puis dans un second temps les multiples interventions (creusement du chenal, endiguement, réalisation de seuils...) visant à favoriser la constitution d'un chenal profond permettant aux plus gros navires d'accéder jusqu'à Nantes, mais aussi de desservir l'industrie de Montoir-de-Bretagne, Donges et Cordemais.
Ces aménagements portuaires et industriels ont eu pour effet de perturber gravement le fonctionnement écologique de l'estuaire de la Loire : augmentation du phénomène de « bouchon vaseux », « incision du chenal », remontée du sel jusqu'au niveau de Nantes, disparition d'un grand nombre de vasières, atterrissement des bras latéraux du fleuve...
Malgré ces altérations, des surfaces non négligeables d'habitats naturels continuent d'être relativement préservées, dont près de 2 600 hectares dépendant directement du Conservatoire du littoral.
Créées respectivement en 1973 et 2008, les réserves du Massereau et du Migron, contribuent à la préservation des milieux et espèces menacés. 

## Faune et flore
Les roselières, prairies humides, bras de Loire, zones d'étangs et saulaies des réserves du Massereau et du Migron constituent autant d'habitats de choix pour la faune et la flore.
Ainsi, plusieurs milliers de sarcelles d'hiver, dont l'estuaire de la Loire constitue le 2e site d'hivernage en France, mais aussi des centaines de canard colvert, canard souchet, canard pilet, canard chipeau, et en plus petit nombre fuligule milouin, fuligule morillon, canard siffleur cohabitent sur les deux réserves à la mauvaise saison. La bécassine des marais hiverne là aussi en grand nombre, en compagnie de la plus rare bécassine sourde. Dans les prairies se reproduisent le très rare râle des genêts, le tarier des prés, le tarier pâtre ou la bergeronnette printanière. Enfin, dans la grande saulaie du Massereau plus de 500 couples de héron cendré, aigrette garzette, hérons garde-bœufs nichent au printemps. Les roselières permettent la nidification de la gorgebleue à miroir, de la rousserolle turdoïde, de la locustelle luscinioïde ou du phragmite des joncs; lors de la migration, elles accueillent le phragmite aquatique, petit passereau qui compte parmi les plus menacés d'Europe. 
Chez les mammifères, notons la présence de la loutre ou de la genette. Le pélodyte ponctué, très abondant, ou la couleuvre vipérine, plus localisée, sont quelques-unes des espèces de reptiles et amphibiens qui peuplent les réserves du Massereau et du Migron. Enfin, s'agissant des végétaux, l'angélique des estuaires, endémique des estuaires français, est sans aucun doute l'espèce la plus remarquable.

## Suivis et gestion
L'Office national de la chasse et de la faune sauvage mène sur les réserves du Massereau et du Migron toutes les opérations de suivis, d'étude, de recherche et de gestion avec le soutien du conseil général de Loire-Atlantique et du Conservatoire du littoral :
- Baguage et marquage de la sarcelle d'hiver
- Baguage de la bécassine des marais
- Baguage et comptage des passereaux nicheurs des roselières en période de reproduction et de migration
- Comptage des limicoles (petits échassiers)et anatidés (canards)
- Comptage de la colonie de hérons
- Suivi du râle des genêts
- Suivi des amphibiens
- Autres études diverses
- Veille naturaliste permanente
- Gestion des niveaux d'eau
- Gestion d'un troupeau de vaches nantaises, permettant la gestion des milieux

Par ailleurs, plusieurs milliers de visiteurs sont accueillis chaque année sur la réserve du Massereau. 
Le personnel de la Réserve participe d'autre part à de nombreux travaux et événements en lien avec la préservation des espèces et la mise en valeur de l'estuaire de la Loire.  